# Stéphane Sednaoui
 (août 2011).
Si vous disposez d'ouvrages ou d'articles de référence ou si vous connaissez des sites web de qualité traitant du thème abordé ici, merci de compléter l'article en donnant les références utiles à sa vérifiabilité et en les liant à la section « Notes et références ».
Stéphane Sednaoui, né le 27 février 1963 à Paris (France), est un photographe, réalisateur et producteur franco-américain d'origine égyptienne, dont les travaux incluent des essais photographiques, des portraits, de la photographie de mode, du photojournalisme ou encore des vidéo-clips.
En tant que photojournaliste, il a couvert plusieurs événements tels que la révolution roumaine de 1989 ou l’attentat de 2001 sur le World Trade Center. Il collabore à des magazines de mode comme Vogue Italia et Numéro. Il signe aussi des couvertures d’albums pour Björk et MC Solaar.
En tant que réalisateur, il a dirigé des vidéo-clips pour des artistes comme Massive Attack, Björk, les Red Hot Chili Peppers, Madonna, U2 ou encore Garbage. Palm Pictures a par ailleurs édité en 2005 une anthologie de son travail de réalisateur sous forme de dvd nommé « The Work of Director : Stéphane Sednaoui ».

## Biographie
Bien que Sednaoui n’ait pas suivi de formation dans les métiers de l’image et qu’il n’ait jamais été assistant photographe, c’est en travaillant avec différents artistes qu’il forge rapidement son univers visuel. À 18 ans, il débute comme directeur de casting pour des campagnes de publicité avant d'incarner en tant que mannequin l’image de Jean Paul Gaultier pendant deux ans (1982-1984). Un pied dans la mode il se retrouve devant l’objectif des photographes Steven Meisel et Peter Lindbergh, ainsi que William Klein et Andy Warhol. À 21 ans, il est directeur de casting sur le film Mode in France (1985) réalisé par son mentor le photographe-réalisateur William Klein. À 22 ans, il est danseur au sein de la compagnie de la chorégraphe Régine Chopinot pour son ballet contemporain Le Défilé[réf. nécessaire].
Toutes ses expériences ont été méticuleusement documentées par le jeune Sednaoui et certaines ont été présentées ensuite : ses photos du spectacle de Chopinot ont ainsi été exposées au musée des Arts décoratifs de Paris en 2007  et son expérience avec William Klein a été publiée en 2009 en portfolio dans le magazine d'art contemporain Paradis[réf. souhaitée].

### Parenté
Sa mère, Yannick Morisot, était agent de photographes ; son oncle le musicien de jazz David Earle Johnson[réf. nécessaire]. Il est le cousin de l'actrice Elisa Sednaoui.
En 2001, il a eu une fille, Sahteene Sednaoui, avec Laetitia Casta.

## Travaux photographiques

### Portraits
Alors âgé de 21 ans, Stéphane se voit proposer ses premières commandes éditoriales[réf. souhaitée] : des portraits pour le magazine anglais Tatler et pour le journal Libération. Il collabore par la suite avec de nombreux magazines parmi lesquels Vanity Fair, The New York Times Magazine, Interview et Le Monde. Il a une préférence pour les artistes à forte personnalité tels que Hilary Swank, Courtney Love, Charlotte Gainsbourg, Salma Hayek, Björk, Sofia Coppola, Robert Mitchum et Javier Bardem.

### Mode
Alors âgé de 22 ans, Franca Sozzani (éditrice en chef) lui commande sa première série de mode pour le magazine Per Lui (1986). Le contact initial de Stéphane avec la photographie de mode est énergique, parfois caricatural, dans un style bande dessinée se différenciant ainsi des images de mode du moment[réf. souhaitée]. Une approche plus cinématographique émergera à partir de 2000 (après son expérience de réalisateur de vidéo-clips).C’est à ce moment-là que Franca Sozzani invitera Sednaoui à contribuer au Vogue Italia, avec lequel il collabore régulièrement. Il collabore aussi avec de nombreux magazines parmi lesquels Interview, Vogue China, Numéro ou L'Express Styles.

### Pop culture
Ce sont ses contributions dès 1988 au magazine pop iconique The Face et au magazine Details d’Annie Flanders (magazine underground à l’origine) qui posent les jalons de l’univers de Stéphane Sednaoui[réf. souhaitée]. Dans sa série Fashion Heroes, faite de figurines découpées à la main et rephotographiées, Sednaoui photographie les créateurs Jean Paul Gaultier, Azzedine Alaïa et Vivienne Westwood, aux côtés des mannequins phares de l’époque, créant une aventure épique de super-héros. À partir de 1990, Stéphane Sednaoui  créé des visuels et couvertures d’album pour des artistes tels que U2 (Achtung Baby, 1991), Björk (Post, 1995), Kylie Minogue (Impossible Princess, 1997), Les Rita Mitsouko, Mick Jagger et Madonna. Cette dynamique le mènera naturellement à réaliser des vidéo-clips quelques années plus tard.

### Photojournalisme
Sednaoui a couvert divers événements journalistiques tel que les célébrations du bicentenaire de la Révolution Française pour le quotidien Libération ; les événements de la Révolution roumaine de 1989 (pour Libération en France et le magazine anglais Arena (en)) ; les événements du 11 septembre 2001 pour lesquels il se porte volontaire afin de chercher des survivants. Un portfolio spécial illustrant le travail des équipes de sauvetage à Ground Zero est publié dans le magazine Talk et en couverture du numéro spécial du journal Libération. En septembre 2011, le Time magazine a publié ses images de Ground Zero sur son site Time LightBox[réf. souhaitée].

### Art
À partir 2001, Stéphane Sednaoui expose son travail artistique dans des expositions — individuelles ou de groupe — à New York, Paris ou en Chine, au Today Art Museum (en) de Pékin et au MOCA Shanghai.

## Filmographie

### Vidéo-clips
À partir de 1990, il se consacre presque exclusivement à la réalisation. Prolongeant son travail photographique, il applique sa vision esthétique aux vidéo-clips[réf. souhaitée]. Après avoir percé en France avec la vidéo Le Monde de demain de NTM (1990), son projet suivant l'emmène aux États-Unis, où il s'installe et obtient le MTV Award en 1992 pour Give It Away (1991) des Red Hot Chili Peppers. Parmi ses vidéo-clips nommés ou récompensés aux MTV Video Music Awards se trouvent Mysterious Ways (U2), Today (The Smashing Pumpkins), Big Time Sensuality (Björk), 7 Seconds (Youssou N'Dour & Neneh Cherry), Queer (Garbage), Hell Is Round the Corner (Tricky), Ironic (Alanis Morissette), Possibly Maybe (Björk) et Nouveau Western (MC Solaar).
En 2005, le DVD The Work of Director: Stephane Sednaoui est publié ; il est le 7e volume de la série « Directors Label », une collection de DVD consacrés aux réalisateurs de vidéo-clips les plus créatifs des années 1990 : Spike Jonze, Michel Gondry, Anton Corbijn, Jonathan Glazer, Chris Cunningham et Mark Romanek.

### Courts-métrages
- Acqua Natasa (réalisateur, producteur) (2002)
- Walk On the Wild Side (réalisateur, producteur) (2005), un film de 10 minutes basé sur la chanson Walk on the Wild Side de Lou Reed.
- Army of Me (réalisateur, producteur) (2005) Film d’animation basé sur Army of Me, une chanson de Björk.
- Miao Shan et le Minotaure (réalisateur) (2012), court métrage avec l'actrice chinoise Zhou Dongyu et l'acteur Niels Schneider

### Vidéos musicales
- 1990 - Le Monde de demain de Suprême NTM
- 1991 - Kozmik by Ziggy Marley
- 1991 - Give It Away des Red Hot Chili Peppers
- 1991 - Mysterious Ways de U2
- 1992 - Breaking the Girl des Red Hot Chili Peppers
- 1992 - Sometimes Salvation de The Black Crowes
- 1993 - Way of the Wind (version 1) de P.M. Dawn
- 1993 - Fever par Madonna
- 1993 - Today de The Smashing Pumpkins
- 1993 - Big Time Sensuality de Björk
- 1994 - Nouveau Western de MC Solaar
- 1994 - 7 seconds (version 1) de Youssou N'Dour & Neneh Cherry
- 1994 - Sly de Massive Attack
- 1995 - Fragile de Isaac Hayes
- 1995 - Queer de Garbage
- 1995 - Fallen Angel de Traci Lords
- 1995 - Hell Is Round the Corner de Tricky
- 1995 - Pumpkin de Tricky
- 1996 - Here Come the Aliens de Tricky
- 1996 - Ironic de Alanis Morissette
- 1996 - Whatever You Want de Tina Turner
- 1996 - GBI: German Bold Italic de Towa Tei & Kylie Minogue
- 1996 - Possibly Maybe de Björk
- 1996 - Milk de Garbage
- 1997 - Sleep to Dream de Fiona Apple
- 1997 - Discothèque (version 1) de U2
- 1997 - Gangster Moderne de MC Solaar
- 1997 - Never Is a Promise de Fiona Apple
- 1998 - Thank U d’Alanis Morissette
- 1998 - Lotus de R.E.M.
- 1999 - I'm Known de Keziah Jones
- 1999 - Falling in Love Again d’Eagle-Eye Cherry
- 1999 - You Look So Fine de Garbage
- 1999 - Sweet Child o' Mine de Sheryl Crow
- 1999 - Scar Tissue des Red Hot Chili Peppers
- 1999 - For Real de Tricky, avec DJ Muggs & autres
- 1999 - Nothing Much Happens de Ben Lee
- 1999 - Summer Son de Texas
- 1999 - Around the World des Red Hot Chili Peppers
- 1999 - The Chemicals Between Us de Bush
- 2000 - Mixed Bizness de Beck
- 2000 - Tailler la zone d’Alain Souchon
- 2000 - Let's Ride de Q-Tip
- 2000 - Disco Science de Mirwais
- 2000 - I Can't Wait de Mirwais
- 2001 - Dream On de Depeche Mode
- 2001 - Little L de Jamiroquai
- 2003 - Anti-matter de Tricky
- 2009 - Get It Right de YAS
- 2014 - Distant Lover d'Emmanuelle Seigner

## Compilations
- The Work of Director : Stéphane Sednaoui (2005) de la série « Directors Label » en DVD distribué par Palm Pictures.